# Еквівалентність рядків
У лінійній алгебрі дві матриці є еквівалентними за рядками, якщо одна з них може бути замінена на іншу послідовністю елементарних операцій над рядками. Навпаки, дві {\displaystyle m}×{\displaystyle n} матриці є еквівалентними за рядками тоді й лише тоді, коли вони мають однаковий простір рядків. Концепція найчастіше застосовується щодо матриць, які представляють системи лінійних рівнянь, і в цьому випадку дві матриці однакового розміру є еквівалентними за рядками тоді й лише тоді, коли відповідні однорідні системи мають однаковий набір розв'язків, або еквівалентно матриці мають однаковий нульовий простір.
Оскільки елементарні операції над рядками є оборотними, еквівалентність рядків є відношенням еквівалентності. Його зазвичай позначають тильдою (~).
Існує аналогічне поняття еквівалентності стовпців, яке визначається елементарними операціями над стовпцями; дві матриці є еквівалентними за стовпцями тоді й лише тоді, коли відповідні транспоновані матриці є еквівалентними за рядками. 
Дві прямокутні матриці, які можуть бути  перетворені одну на іншу, дозволяючи як елементарні операції над рядками, так і над стовпцями, називаються просто еквівалентними.

## Елементарні операції з рядками
Елементарне перетворення рядка — це будь-яка із наступних дій:
1. Зміна місцями: поміняти місцями два рядки матриці.
2. Масштаб: помножити рядок матриці на ненульову константу.
3. Порядкове додавання: додати домножений на число один рядок матриці до іншого рядка.

Дві матриці {\displaystyle A} і {\displaystyle B} є еквівалентами за рядками, якщо можна перетворити матрицю {\displaystyle A} на матрицю {\displaystyle B} за допомогою послідовності елементарних операцій над рядками.

## Простір рядків
Простір рядків матриці — це множина всіх можливих лінійних комбінацій її вектор-рядків. Якщо рядки матриці являють собою систему лінійних рівнянь, тоді простір рядків складається з усіх лінійних рівнянь, які можна алгебраїчно вивести з рівнянь системи. Дві {\displaystyle m}×{\displaystyle n} матриці є еквівалентними рядками тоді й лише тоді, коли вони мають однаковий простір рядків.
Наприклад, матриці
{\displaystyle {\begin{pmatrix}1&0&0\\0&1&1\end{pmatrix}}\quad {\text{та}}\quad {\begin{pmatrix}1&0&0\\1&1&1\end{pmatrix}}}
є еквівалентними за рядками, простір рядків — це всі вектори вигляду {\displaystyle {\begin{pmatrix}a&b&b\end{pmatrix}}}. Відповідні системи однорідних рівнянь містять ту ж саму інформацію:
{\displaystyle {\begin{matrix}x=0,\\y+z=0\end{matrix}}\quad {\text{та}}\quad {\begin{matrix}x=0,\\x+y+z=0.\end{matrix}}}
Зокрема, з обох цих систем випливає рівняння вигляду {\displaystyle ax+by+bz=0}.

## Еквівалентність визначень
Факт того, що дві матриці є еквівалентними за рядками тоді й лише тоді, коли вони мають однаковий простір рядків, є важливою теоремою лінійної алгебри. Доказ базується на таких спостереженнях:
1. Елементарні операції над рядками не впливають на простір рядків матриці. Зокрема, будь-які дві еквівалентні за рядками матриці мають однаковий простір рядків.
2. Будь-яку матрицю можна звести елементарними операціями над рядками до матриці у скороченій формі рядків.
3. Дві матриці у скороченій формі рядків мають однаковий простір рядків тоді й лише тоді, коли вони рівні.

Цей алгоритм міркувань також доводить, що кожна матриця та унікальна матриця, зі скороченою формою ешелону рядка, є еквівалентними за рядками.

## Додаткові властивості
- Оскільки нульовий простір матриці є ортогональним доповненням простору рядків, дві матриці є еквівалентними за рядками тоді й лише тоді, коли вони мають однаковий нульовий простір.
- Ранг матриці дорівнює розмірності простору рядків, тому еквівалентні за рядками матриці повинні мати однаковий ранг. Він дорівнює кількості опорних елементів[en] у формі ешелону скороченого ряду.
- Матриця є невиродженою тоді й лише тоді, коли вона є еквівалентною за рядками з одиничною матрицею.
- Матриці {\displaystyle A} і {\displaystyle B} є еквівалентними за рядками тоді й лише тоді, коли існує невироджена матриця {\displaystyle P} така, що {\displaystyle A=PB}.[2]